# Hydeout Productions 1st Collection
Hydeout Productions 1st Collection es un álbum de compilación, el primero realizado por el sello Hydeout Productions de Nujabes. Presenta el estilo de Nujabes combinando géneros musicales que van desde el hip hop al jazz, e introduce artistas invitados como Funky DL, Apani B, Substantial, Shing02, L-Universe, Pase Rock, Five Deez, y Cise Starr.

## Lista de temas
1. "Moon Strut"
2. "Don't Even Try It" (featuring Funky DL)
3. "Strive" (featuring Apani B)
4. "Home Sweet Home" (featuring Substantial)
5. "Still Talking To You"
6. "Luv (Sic)" (featuring Shing02)
7. "Steadfast"
8. "Lyrical Terrorists" (featuring Substantial & L-Universe)
9. "Lose My Religion" (Remix) (featuring L-Universe)
10. "It's About Time (Fat Jon Remix)" (featuring Pase Rock)
11. "Plazma Avenue" (featuring Five Deez)
12. "D.T.F.N." (featuring Cise Starr)
13. "People's Don't Stray" (featuring Funky DL)
14. "Luv (Sic) Part 2" (featuring Shing02)